# Gabriel Beyer
Gabriel Andersson Beyer, född 1721 och död 1779 var en svensk teolog och swedenborgare.
Beyer var filosofie magister och teologie doktor i Greifswald, och blev lektor i grekiska vid Göteborgs gymnasium 1752. Beyer, som var en av de första anhängarna av Swedenborgs läror i Sverige, invecklades med anledning av sin propaganda för swedenborgianismen i en långvarig religionsprocess, som slutligen blev avskriven. Beyer utgav 1767-68 Nya försök til upbyggelig förklaring öfwer... sön- och högtidsdagstexterna och sammanfattade swedenborgianismens huvudläror till ett slags katekes, den första i sitt slag; vidare översatta han en del av Swedenborgs skrifter och utarbetade en förteckning över dennes teologiska verk, Index initialis (1779, omtryckt i olika upplagor av Swedenborgs verk).